# Liste der Kulturdenkmale in Ehringsdorf
Diese Liste enthält die Kulturdenkmale in Ehringsdorf, einem Stadtteil von Weimar.

## Legende
- Bild: zeigt ein Bild des Kulturdenkmals und gegebenenfalls einen Link zu weiteren Fotos des Kulturdenkmals im Medienarchiv Wikimedia Commons
- Bezeichnung: Name, Bezeichnung oder die Art des Kulturdenkmals
- Lage: Wenn vorhanden Straßenname und Hausnummer des Kulturdenkmals; Grundsortierung der Liste erfolgt nach dieser Adresse. Der Link Karte führt zu verschiedenen Kartendarstellungen und nennt die Koordinaten des Kulturdenkmals.
 Kartenansicht, um Koordinaten zu setzen – in dieser Kartenansicht sind Kulturdenkmale ohne Koordinaten mit einem roten bzw. orangen Marker dargestellt und können in der Karte gesetzt werden. Kulturdenkmale ohne Bild sind mit einem blauen bzw. roten Marker gekennzeichnet, Kulturdenkmale mit Bild mit einem grünen bzw. orangen Marker.
- Datierung: gibt das Jahr der Fertigstellung beziehungsweise das Datum der Erstnennung oder den Zeitraum der Errichtung an
- Beschreibung: bauliche und geschichtliche Einzelheiten des Kulturdenkmals, vorzugsweise die Denkmaleigenschaften
- ID: Die ID identifiziert das Kulturdenkmal eindeutig. In Thüringen sind aktuell keine IDs veröffentlicht. In der ID-Spalte kann sich auch folgendes Icon  befinden, dies führt zu Angaben zu diesem Kulturdenkmal bei Wikidata.

## Denkmallisten

### Denkmalensemble Schloss und Schlosspark Belvedere

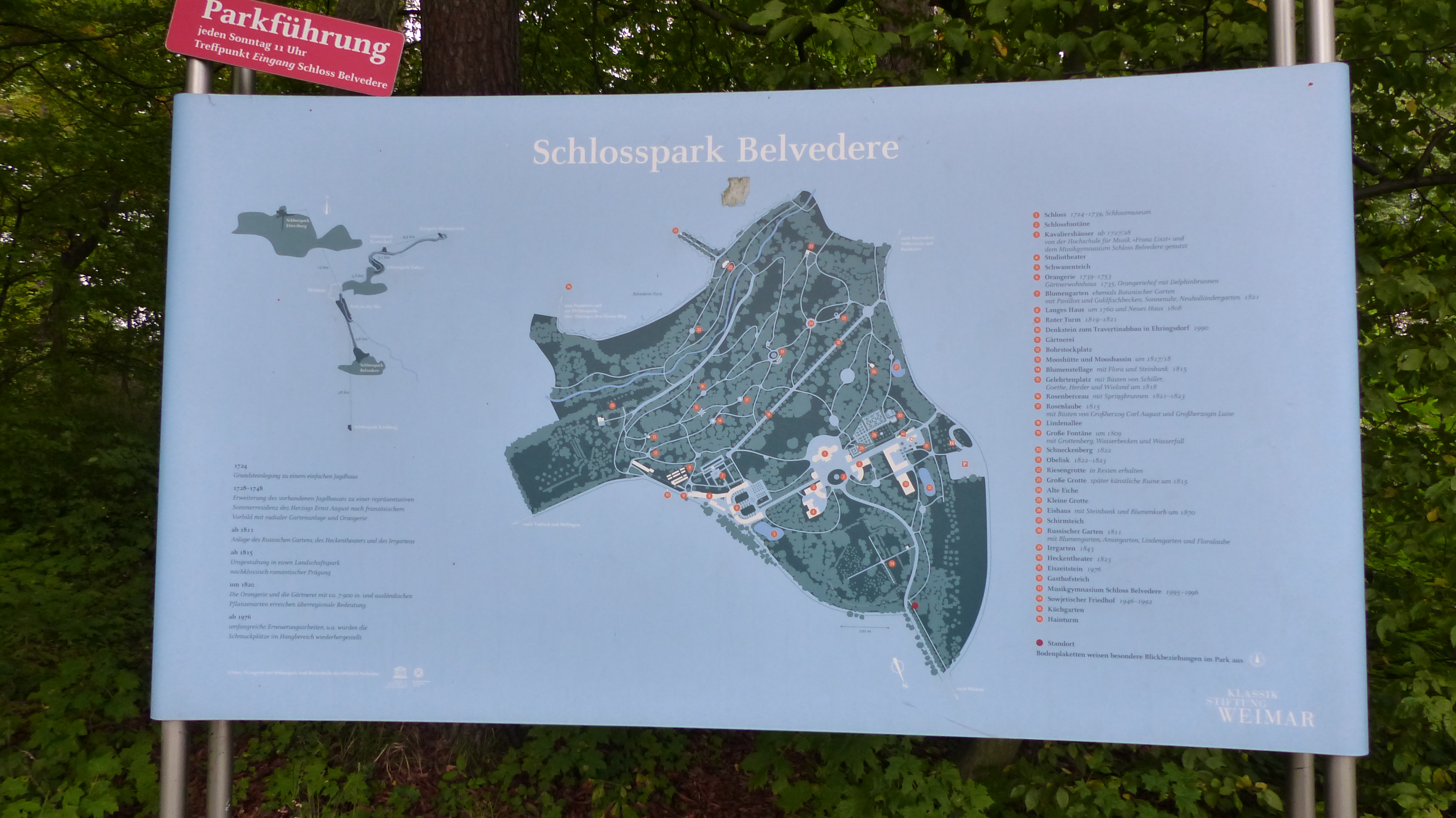
Plan des Parks Belvedere

Sachgesamtheit nach § 2 Abs. 1 ThDSchG und Historische Park- und Gartenanlage nach § 2 Abs. 6 ThürDSchG
Schlosskomplex mit Kavaliershäusern, Wirtschaftsgebäuden (Gärtnerei, Bohrstockschuppen, Küchgartenhaus), Orangeriegebäuden mit Heizungsanlagen (einschließlich Langem Haus und Neuem Haus), Gärtnerwohnhaus, Rotem Turm und Schlosspark Belvedere innerhalb Abzweig Belvedere Allee – Possendorfer Chaussee – südliche Geländegrenze – Taubacher Weg mit sowjetischem Soldatenfriedhof sowie Parkbauten bzw. Kleinplastiken und Wasseranlagen: Pavillon im Blumengarten, Eishaus mit Steinkorb und Steinbank, Rosenlaube einschließlich Büsten (Carl August und Louise von Sachsen-Weimar-Eisenach) auf Sockeln, Mooshütte und Moosbassin; Russischer Garten mit: Laubengang, Amorplastik, Plastiken der vier Jahreszeiten, acht Vasen auf Sockeln mit Mittelgang, Floralaube mit Floraskulptur, Eiserne Vasen im Lindengarten; zwei Puttenplastiken vor dem Russischen Garten, Naturtheater mit Bühnenlaube, Floraplatz mit steinernem Blumengestell und Steinbank, Große Grotte (künstliche Ruine) mit Löwenskulptur (z. Zt. ausgelagert), Kleine Grotte, Schneckenberg am Gegenhang, sogenannte Riesengrotte, Vier-Gelehrten-Platz mit Büsten Goethes, Schillers, Herders und Wielands auf Sockeln, Obelisk, zwei Sonnenuhren um Blumengarten, Schlossfontäne auf dem Schlossvorplatz, Delphinbrunnen, Große Fontäne mit Wasserspiegel und Becken, Rosenberceau mit Brunnenschale, Wasserbecken an sogenannter Einsamkeit (Hainturm siehe Forst Belvedere)

| Bild                                    | Bezeichnung                       | Lage                            | Datierung | Beschreibung | ID |
| --------------------------------------- | --------------------------------- | ------------------------------- | --------- | --- | -- |
| weitere Bilder Fotos hochladen          | Schloss und Schlosspark Belvedere | Ehringsdorf (Karte)             |           | |    |
| Fotos hochladen                         | Kavaliershäuser                   | Schloss Belvedere 9, 13 (Karte) |           | Kavaliershäuser |    |
| Direkt Bild zu diesem Denkmal hochladen | Wirtschaftsgebäude                | Koordinaten fehlen! Hilf mit.   |           | Wirtschaftsgebäude (Gärtnerei, Bohrstockschuppen, Küchgartenhaus) |    |
| weitere Bilder Fotos hochladen          | Orangerie                         | Schloss Belvedere 15 (Karte)    |           | Orangeriegebäude mit Heizungsanlagen (einschließlich Langem Haus und Neuem Haus) |    |
| Direkt Bild zu diesem Denkmal hochladen | Gärtnerwohnhaus                   | Koordinaten fehlen! Hilf mit.   |           | Gärtnerwohnhaus |    |
| weitere Bilder Fotos hochladen          | Roter Turm                        | (Karte)                         |           | Roter Turm |    |
| weitere Bilder Fotos hochladen          | Soldatenfriedhof                  | (Karte)                         |           | sowjetischer Soldatenfriedhof |    |
| Fotos hochladen                         | Pavillon                          | (Karte)                         |           | Pavillon im Blumengarten |    |
| Fotos hochladen                         | Büste                             | (Karte)                         | 1815      | Carl August von Sachsen-Weimar-Eisenach |    |
| Fotos hochladen                         | Büste                             | (Karte)                         | 1815      | Louise von Sachsen-Weimar-Eisenach |    |
| Fotos hochladen                         | Büste                             | Gelehrtenplatz (Karte)          | um 1818   | Herder-Büste |    |
| Fotos hochladen                         | Büste                             | Gelehrtenplatz (Karte)          | um 1818   | Goethe-Büste |    |
| Fotos hochladen                         | Büste                             | Gelehrtenplatz (Karte)          | um 1818   | Schiller-Büste |    |
| Fotos hochladen                         | Büste                             | Gelehrtenplatz (Karte)          | um 1818   | Wieland-Büste |    |
| Fotos hochladen                         | Rosenberceau                      | (Karte)                         |           | Rosenberceau mit Brunnenschale |    |
| Fotos hochladen                         | Obelisk                           | (Karte)                         | 1822–1823 | Obelisk |    |
| Fotos hochladen                         | Russischer Garten                 | (Karte)                         | 1811      | Russischer Garten mit: Laubengang, Amorplastik, Plastiken der vier Jahreszeiten, acht Vasen auf Sockeln mit Mittelgang, Floralaube mit Floraskulptur, Eiserne Vasen im Lindengarten |    |

### Einzeldenkmale in Ehringsdorf
| Bild                           | Bezeichnung                                                     | Lage                                     | Datierung                        | Beschreibung | ID |  |
| ------------------------------ | --------------------------------------------------------------- | ---------------------------------------- | -------------------------------- | --- | -- |  |
| weitere Bilder Fotos hochladen | Kirche St. Marien                                               | Ehringsdorf, Anger (Karte)               |                                  | Ev.-luth. Kirche St. Marien, mit Ausstattung, ummauerten Kirchhof und historischen Grabsteinen                                   |    |  |
| BW                             | Wohnhaus                                                        | Ehringsdorf, Braugasse 1 (Karte)         |                                  | |    |  |
| BW                             | Gutshaus Braugasse 2                                            | Ehringsdorf, Braugasse 2 (Karte)         |                                  | |    |  |
| weitere Bilder Fotos hochladen | Brauerei                                                        | Ehringsdorf, Braugasse 13 (Karte)        | 1871 bis 1883                    | Brauerei mit Sudhaus, Malzdarre, Brau- und Eiskellern und Speichergebäuden entlang dem Hainweg sowie Wohnhaus Am Hainweg [Nr. 6] |    |  |
| weitere Bilder Fotos hochladen | Friedhofskapelle                                                | Ehringsdorf, Hinter dem Friedhof (Karte) |                                  | |    |  |
| BW                             | Wohnhaus                                                        | Ehringsdorf, Kippergasse 7a (Karte)      |                                  | |    |  |
| Ortsteil = Ehringsdorf!/\|BW   | [[Grundschule Parkschule Ehringsdorf\|Schule mit Lehrerwohnhaus | Ortsteil = Ehringsdorf]]                 | Weimarische Straße 19/21 (Karte) | |    |  |
| BW                             | Neubauernhof                                                    | Ehringsdorf, Neu-Ehringsdorf 13 (Karte)  |                                  | |    |  |
| weitere Bilder Fotos hochladen | Hainturm                                                        | Ehringsdorf, Forst Belvedere (Karte)     | 1828–1830                        | Aussichtsturm im Forst Belvedere                                                                                                 |    |  |